# G2 Esports
G2 Esports (antes conocido como Gamers2) es una organización de origen español pero que juega bajo la bandera de Alemania dedicada a los deportes electrónicos fundada en 2014 por Carlos "Ocelote" Rodríguez Santiago y con sede en Berlín, Alemania. La organización compite en diversos videojuegos, entre los que se incluyen League of Legends, Hearthstone: Heroes of Warcraft, Counter-Strike: Global Offensive,Fortnite, Tom Clancy's Rainbow Six: Siege, Valorant o Rocket League.

## Historia
El 25 de febrero de 2014 el jugador español Carlos "ocelote" Rodríguez Santiago anunció la creación de Gamers2, un equipo profesional de League of Legends encabezado por él mismo.
En octubre de 2015 la organización dio un paso importante con la incorporación del alemán Jens Hilgers como cofundador, con gran experiencia empresarial y en los deportes electrónicos. Este cambio en la estructura administrativa vino acompañado de un cambio total en la imagen de la organización, que a partir entonces pasó a llamarse G2 Esports.
Poco después, en enero de 2016, G2 firmó el traspaso de su equipo de Counter-Strike: Global Offensive a FaZe Clan por un total de 700.000$, en aquella fecha la compra más alta alcanzada por un equipo de este juego. En estas fechas G2 también firmó un importante contrato de patrocinio con Vodafone España para los equipos de la organización que compitiesen en las ligas españolas. Estos equipos compitieron con el nombre de G2 Vodafone durante casi 2 años, hasta que en 2018 G2 cesó de manera definitiva su división española, transfiriendo a sus jugadores y cerrando sus oficinas de Madrid (España), realizando de esta forma todas sus operaciones desde Berlín (Alemania).
Desde su creación, G2 Esports se ha convertido en una de las organizaciones de deportes electrónicos más exitosas del mundo. En su palmarés se encuentran importantes torneos y ligas de diferentes juegos: 9 campeonatos de la EU LCS / LEC (LoL), MSI 2019 (LoL), ESL Pro League Season 5 (CS:GO), RLCS North America Season 5 (Rocket League), etc. Su éxito ha convertido a G2 en uno de los clubes más valiosos de occidente, ya que según Forbes, G2 Esports ocupaba el puesto número 8 en su lista The World’s Most Valuable Esports Companies de 2018, con un valor aproximado de 105 millones de dólares y un beneficio de 8 millones en ese mismo año.
El 17 de septiembre de 2022 Ocelote publicó un vídeo en su cuenta personal de Twitter en el que se le veía de fiesta con la polémica figura de Andrew Tate. El vídeo generó una gran indignación en redes sociales, especialmente después de que el CEO se defendiera alegando que "sale de fiesta con quien quiere" y que "nadie podrá controlar sus amistades", y un día después la organización de G2 publicó un comunicado oficial anunciando la suspensión de empleo y sueldo de Ocelote con efecto inmediato y por un período de dos meses. La situación provocó un malestar en redes sociales por parte de seguidores de los deportes electrónicos, del club y de personalidades influyentes en la escena. Supuestamente, los hechos habrían impedido también que G2 formara parte de las recién creadas ligas de franquicias de Valorant, cuyos participantes fueron anunciados el 23 de septiembre, y entre los cuales no figuraba el club en cuestión, a pesar de haber sido uno de los candidatos más rumoreados anteriormente al conflicto. Finalmente, el 24 de septiembre, el empresario anunciaba oficialmente su dimisión como CEO de G2 Esports.

## League of Legends

### Equipo principal
League of Legends fue el primer juego en el que G2 Esports tuvo representación. El equipo original creado en 2014 (todavía bajo el nombre Gamers2) estaba compuesto por Jesper "Jwaow" Strandgren, Sebastián "Morden" Esteban Fernández, Soler "Yuuki60" Florent, Hugo "Dioud" Padioleau y su fundador, Carlos "Ocelote" Rodríguez Santiago. Durante los meses siguientes el equipo intentaría hasta en tres ocasiones ascender a la EU League of Legends Championship Series (EU LCS) con cambios de plantilla incluidos, pero siempre sin éxito.
El punto de inflexión llegó en septiembre de 2015 con el quinteto formado por Lennart "Smittyj" Warkus, Mateusz "Kikis" Szkudlarek, Luka "PerkZ" Perković, Jesse "Jesse" Le y Glenn "Hybrid" Doornenbal, cuando el equipo logró acceder a la EU LCS 2016 Spring Split.
Durante su primera temporada en la máxima competición europea G2 finalizó 1.º en la fase regular, para finalmente coronarse como campeón tras vencer en la final de los playoffs ante Origen. Desde entonces la organización lograría otros 3 títulos de la EU LCS de forma consecutiva.
El 20 de noviembre de 2018 se anunció que G2 sería uno de los equipos participantes en la nueva liga de franquicias europea, la League of Legends European Championship (LEC).
En 2019 añadieron a su roster a la estrella de Fnatic, Caps, creando el quipo mas dominante de la historia de Europa. Tras coronarse campeones de Europa en el split de primavera por quinta vez en su historia, G2 se clasificó al Mid-Season Invitational (MSI), y se convertiría en el primer equipo europeo en ganar una edición de este torneo al vencer al favorito SK Telecom T1 en semifinales y al conjunto estadounidense Team Liquid en la final, tras un contundente 3-0. G2 llegaría a la final de los Worlds en 2019, pero sería derrotado por el equipo chino FunPlusPhoenix (FPX).

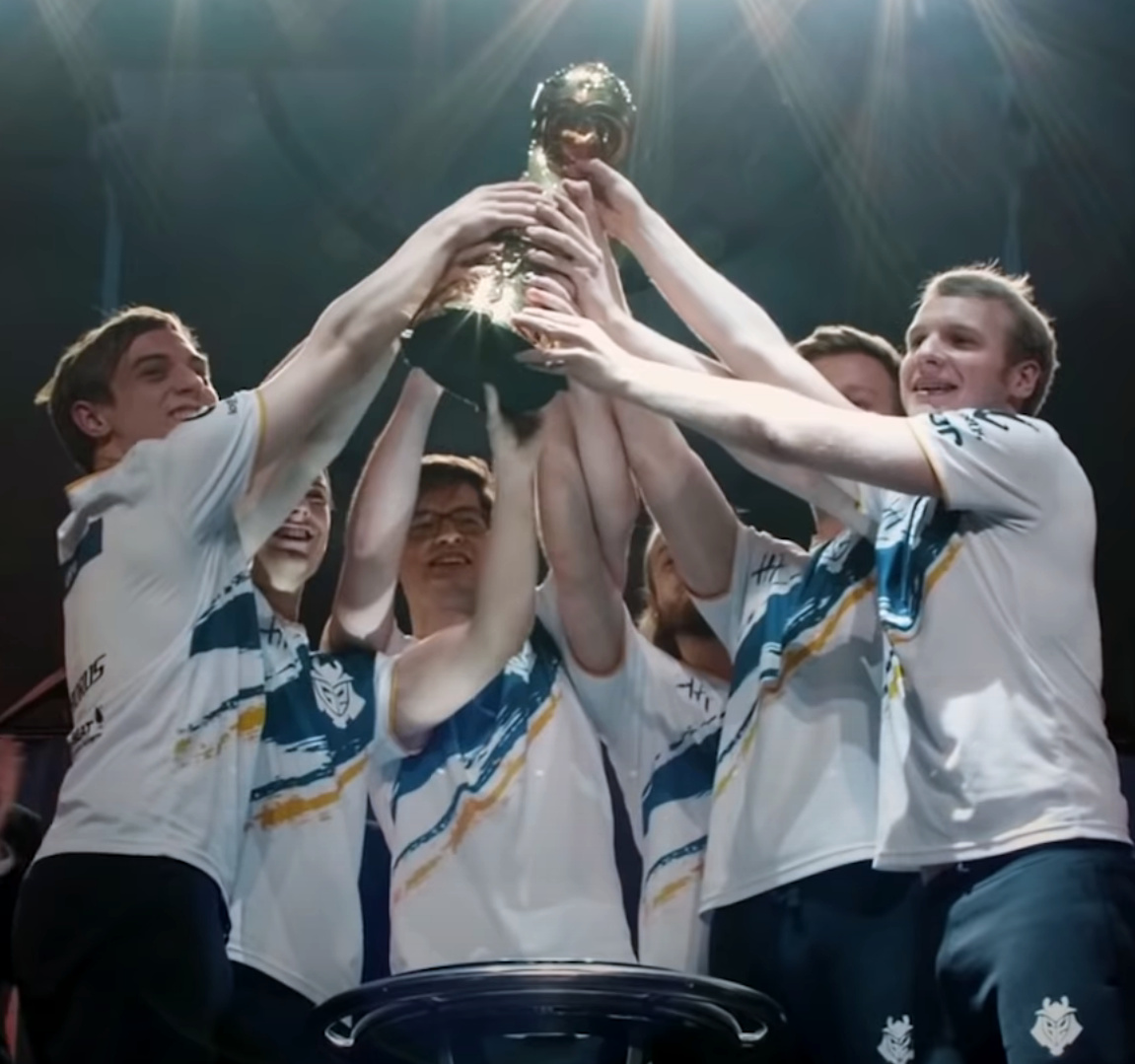
G2 levantando el trofeo del MSI 2019

El 17 de noviembre de 2020, Perkz anunciaba su marcha de G2. Tan solo tres días más tarde, el equipo hacía oficial el fichaje del tirador sueco Martin "Rekkles" Larsson, reavivando las esperanzas de que este nuevo "super equipo" europeo pudiera ganar al fin un campeonato mundial.
Sin embargo, los resultados esperados no fueron los obtenidos: inesperadamente, G2 perdía ambas ediciones de la LEC en 2021. Además, por primera vez desde 2016, el equipo no se clasificaría a los mundiales, generando una gran decepción en la afición. El 11 de octubre, Carlos "ocelote" Rodríguez (CEO de G2) anuncia a través de su cuenta de Twitter una remodelación del equipo, informando sobre la marcha de Martin "Wunder" Hansen (Toplaner), Mihael "Mikyx" Mehle (Apoyo), el propio Rekkles y el cuerpo técnico del equipo. El 16 de noviembre se anuncia la venta de Rekkles al equipo francés Karmine Corp, y 9 días después lo hizo Wunder a Fnatic. Al no encontrar equipo y tener aún contrato en G2, Mikyx permaneció como jugador inactivo durante 2 meses más.
El 3 de diciembre G2 hace oficial su nuevo roster, compuesto por los veteranos del equipo Martin "Jankos" Jankowski (Jungla), Rasmus "Caps" Winther (Midlaner) y los nuevos fichajes: Sergen "Broken Blade" Çelik (Toplaner), Victor "Flakked" Lirola (ADC) y Raphaël "Targamas" Crabbé.
El 25 de enero de 2022, la organización comunica la venta de Mikyx a Excel Esports, que se sustituirá a Advienne como support del equipo a partir de la tercera semana de un ya iniciado split de primavera.
En el primer split con este nuevo roster, G2 lograría quedar en cuarta posición en temporada regular y pasar a playoffs, enfrentándose a Fnatic en la primera ronda. Tras perder la primera serie con un 3-1, G2 caería al lower bracket. El conjunto había mostrado un nivel irregular en gran parte de la temporada regular y esta serie, lo que generó una gran cantidad de críticas hacia la plantilla, particularmente a Caps (quien ya no mostraba la dominancia que tenía en el pasado) y Flakked (por su supuesta falta de nivel). Sin embargo, G2 mostraría una gran evolución para la siguiente semana, destacando la mejora particular de Caps y la botlane, que se había mostrado descoordinada durante la temporada por fallos en la comunicación según declaraciones del propio Flakked. G2 se haría con el título de forma contundente, venciendo con sendos 3-0 a Vitality, Misfits Gaming, el propio Fnatic y Rogue en la final. De esta manera, G2 conseguiría su noveno título europeo y clasificaría al Mid-Season Invitational 2022 a desarrollarse en Corea. Tras caer en semifinales ante T1, el split de verano prometía una renovación del título al acabar primeros de la temporada regular. Pero una sorprendente derrota ante Rogue por 3-0 en la final empañó la imagen. El equipo no parecía recuperar la forma y en mundiales no superaron la fase de grupos.

### Equipo academia España
Aparte del equipo principal, G2 ha contado con diversos equipos academia en la escena competitiva española. En 2016, G2 se asocia con Vodafone para competir bajo el nombre "G2 Vodafone", pero tras el cambio de sede principal de Madrid a Berlín, anunciaba el cese de la actividad en las divisiones españolas, por lo que el club academia fue disuelto en abril de 2018. Para la temporada de 2019, Riot Games impuso una norma por la cual todos los equipos de LEC debían contar con una academia en una de las ERLs (European Regional Leagues). Es por ello que G2 regresa al ámbito español para competir, esta vez junto con Team Heretics, bajo el nombre "G2 Heretics". Desde 2020 hasta septiembre de 2022 G2 estuvo asociado con el club Arctic Gaming para competir en la Superliga LVP en España bajo el nombre "G2 Arctic".
| Alemania  | Broken Blade | Sergen Çelik.  | Toplaner   |
| Suecia    | Yike         | Martin Sudelin | Jungler    |
| Dinamarca | Caps         | Rasmus Winther | Midlaner   |
| Francia   | Hans Sama    | Steven Liv     | AD Carry   |
| Eslovenia | Mikyx        | Mihael Mehle   | Support    |
| Canadá    | Dylan Falco  | Dylan Falco    | Entrenador |

## Counter-Strike: Global Offensive
G2 Esports está involucrado con CS:GO desde 2015, desde que entró en la escena competitiva con un equipo íntegramente polaco. En septiembre de ese mismo año, y tras la partida del conjunto polaco, la organización anunció su nuevo equipo europeo, con jugadores como el sueco Mikail "Maikelele" Bill y el portugués Ricardo "fox" Pacheco. Pero el conjunto apenas duró unos meses, ya que en enero de 2016 G2 firmó el traspaso del equipo a la norteamericana FaZe Clan.
Para substituir al equipo recién transferido, la organización se hizo con los servicios de los exmiembros del conjunto franco-belga de Titan. Desde febrero de 2016 y hasta septiembre de 2019 la plantilla de CS:GO de la organización se centró en la escena franco-belga, con Richard "shox" Papillon, Adil "ScreaM" Benrlitom y Kenny "KennyS" Schrub como jugadores más destacados en esta época.
El 30 de septiembre G2 anunció la incorporación de los serbios Nemanja "nexa" Isaković y Nemanja "huNter-" Kovač tras la partida de "shox" a Vitality y de que Lucas "Lucky" Chastang fuera enviado al banquillo. Con este cambio se conforma la plantilla actual de G2, con la que la organización busca mejorar los malos resultados competitivos que arrastra desde las finales de la ESL Pro League Season 9.
En octubre del 2020 G2 anunció que el primo de Nemanja "huNter-" Kovač la que era estrella de Faze Clan Nikola "NiKo" Kovač se uniría a la plantilla. Este ha sido parte del equipo hasta enero del 2025. En este tiempo ganaron la BLAST Premier World Final 2024, BLAST Premier Fall final 2024, IEM Dallas 2024, IEM Cologne 2023, IEM Katowice 2023, BLAST Premier World Final 2022 y han llegado a otras muchas finales, la más destacable sería la PGL Major Stockholm 2021.
Otro jugador estrella de G2 ha sido Ilya "m0NESY" Osipov, la joven promesa del CS:GO, un diamante en bruto. Pasó de un equipo junior NAVI Junior a un equipo de Tier 1 superando todas las expectativas. Su logro personal más destacable sería el Top HLTV ranking que se posicionó en el número 2 en el 2024. Aunque desde que empezó en G2 ya entró en el Top10 consiguiendo el puesto 7 el año 2022. Superado en 2023 consiguiendo el número 4.
| Plantilla actual de Counter-Strike: Global Offensive | Plantilla actual de Counter-Strike: Global Offensive | Plantilla actual de Counter-Strike: Global Offensive | Plantilla actual de Counter-Strike: Global Offensive | Plantilla actual de Counter-Strike: Global Offensive |
| Nacionalidad                                         | Alias                                                | Nombre                                               | Rol                                                  |                                                      |
| ---------------------------------------------------- | ---------------------------------------------------- | ---------------------------------------------------- | ---------------------------------------------------- | ---------------------------------------------------- |
| Israel                                               | HeavyGod                                             | Nikita Martynenko                                    | Rifler                                               |                                                      |
| Bosnia y Herzegovina                                 | huNter-                                              | Nemanja Kovač                                        | Rifler (Lurker)                                      |                                                      |
| Polonia                                              | Snax                                                 | Janusz Andrzej Pogorzelski                           | Capitán ( IGL)                                       |                                                      |
| Rusia                                                | Monesy                                               | Ilya Osipov                                          | Aweper                                               |                                                      |
| Guatemala                                            | malbsMd                                              | Mario Alberto Samayoa Díaz                           | Rifler (Entry)                                       |                                                      |
| Polonia                                              | TaZ                                                  | Wiktor Jerzy Wojtas                                  | Entrenador                                           |                                                      |
| Francia                                              | Raf                                                  | Raphaël Klausmann                                    | Gerente                                              |                                                      |

## Tom Clancy's Rainbow Six: Siege

### Historia
El anuncio de que G2 Esports adquirió la lista completa de PENTA Sports (los cinco jugadores y los dos entrenadores) se produjo unos días antes del inicio de la fase de grupos del Six Major Paris. Estos jugadores, ganadores del Six Invitational 2018 y múltiples campeones de la Pro League, han representado los colores de G2 desde el 10 de agosto de 2018 en adelante. El equipo rápidamente demostró ser un beneficio para G2, ganando el Six Major Paris y su premio acumulado de $ 350,000 inmediatamente después de la compra al derrotar a sus rivales Evil Geniuses 3–0.
El equipo ganó el Six Invitational 2019 (campeonato mundial) el 17 de febrero de 2019 al derrotar al Team Empire 3-0.
Después de fichar a UUNO y que JNSzki se retirase, G2 perdió el Six Major Raleigh el 18 de agosto de 2019 tras perder 3-1 ante rivales rusos, Team Empire.

### Jugadores y entrenadores
Pengu es el jugador más experimentado tanto en el equipo como en la liga profesional Rainbow Six Siege, habiendo estado en la lista de 'PENTA' de la Temporada 1 del Año 1, que finalmente se transformaría en G2 Esports. Fabian es el IGL (In Game Leader) del equipo al que a menudo se apunta el éxito estratégico y la flexibilidad del equipo, como uno de los mejores IGL de la liga profesional europea y la liga profesional en general. Goga es el único jugador no nórdico del equipo, y el único jugador español en toda la liga profesional. A menudo es elogiado por su habilidad en los juegos con duros traspasos, particularmente Thermite, y cuyo estilo de juego basado en el apoyo lo ha llevado a tener la mayor cantidad de plantas de bomba de un jugador en la temporada de la liga profesional europea. JNSzki fue uno de los 2 jugadores finlandeses en el equipo, siendo adquirido este del rival del año 1 de PENTA, GiFu, ha sido conocido a lo largo de la historia de la liga profesional como uno de los mejores apuntadores y jugadores Bandit en todo Siege. JNSzki fue sustituido por el jugador finlandés UUNO de LeStream (Ahora Rogue) el 27 de mayo de 2019. Kantoraketti, el cual fue originalmente un préstamo a PENTA (ahora G2) de ENCE para las finales de LAN de la temporada 7 de la Pro League. Tras la salida de su anterior compañero de equipo SHA77E de PENTA, Kantoraketti se convirtió oficialmente en el quinto miembro de PENTA. UUNO había jugado para la Academia PENTA siendo entrenado por el propio entrenador de G2, Shas [O] Uas (Shas). Shas es uno de los entrenadores que más tiempo ha trabajado en Siege, originalmente entrenaba para el Team Fenix, un equipo que también contaba con Fabián y su anterior compañero en el equipo de KS, y es el entrenador en jefe del equipo. Sua es el entrenador secundario y analista del equipo, contratado para reemplazar a Ferral, el analista original de G2 y un jugador actual del Team Secret. Sua fue anteriormente el entrenador en jefe de ENCE Esports, el equipo anterior de jNSzki, SHA77E y Kantoraketti (ahora GiFu Esports). El 22 de noviembre de 2019, Goga fue reemplazado por el jugador alemán de Pascal "Cry1NNN" Alouane. Justo antes de la Six Invitational 2020 Cry1NNN fue enviado al banquillo y reemplazado por Ferenc "SirBoss" Mérész cedido por PENTA. Después del evento, SirBoss dejó G2. 
El 3 de marzo de 2020, G2 Esports anunció su nuevo "Superteam", recogiendo a Ben "CTZN" McMillan de Natus Vincere y Jake "Virtue" Grannan de Fnatic y mandando al banquillo al veterano Fabian en el proceso, quien finalmente se iría oficialmente el 6 de junio de 2020. A inicios del 2021, Pengu, la gran estrella del equipo de G2 Esports, decide retirarse, siendo reemplazado por el jugador inglés Jordan "Kayak" Morley, exmiembro de la escuadra de Cowana E-Sports. A mediados del año, Kantoraketti y UUNO son puestos en la posición de sustitutos, siendo reemplazados por los alemanas Jonas "Jonka" Kaczmarzyk, exmiembro de MnM Gaming, y Lucas "Hungry" Reich, exjugador de la escuadra de Team Vitality. Posterior a esto, Kantoraketti y UUNO, dos de los jugadores más icónicos de la historia de G2, abandonan la escuadra española.
| Plantilla actual de Rainbow SIx: Siege | Plantilla actual de Rainbow SIx: Siege | Plantilla actual de Rainbow SIx: Siege | Plantilla actual de Rainbow SIx: Siege | Plantilla actual de Rainbow SIx: Siege |
| Nacionalidad                           | Alias                                  | Nombre                                 | Rol                                    |                                        |
| -------------------------------------- | -------------------------------------- | -------------------------------------- | -------------------------------------- | -------------------------------------- |
| Reino Unido                            | Kayak                                  | Jordan Morley                          | Jugador                                |                                        |
| Alemania                               | Jonka                                  | Jonas Kaczmarzyk                       | Jugador                                |                                        |
| Alemania                               | Hungry                                 | Lucas Reich                            | Jugador                                |                                        |
| Reino Unido                            | CTZN                                   | Ben McMillan                           | Jugador                                |                                        |
| Australia                              | Virtue                                 | Jake Grannan                           | Jugador                                |                                        |
| Reino Unido                            | ShasOUdas                              | Thomas Lee                             | Entrenador                             |                                        |
| Alemania                               | Sua                                    | Kevin Stahnke                          | Analista                               |                                        |
| Finlandia                              | Mayne                                  | Julius Ylänne                          | Mánager                                |                                        |

## Rocket League
| Plantilla actual de Rocket League | Plantilla actual de Rocket League | Plantilla actual de Rocket League | Plantilla actual de Rocket League | Plantilla actual de Rocket League |
| Nacionalidad                      | Alias                             | Nombre                            | Rol                               |                                   |
| --------------------------------- | --------------------------------- | --------------------------------- | --------------------------------- | --------------------------------- |
| Estados Unidos                    | BeastMode                         | Landon Konerman                   | Jugador                           |                                   |
| Estados Unidos                    | Daniel                            | Daniel Piecenski                  | Jugador                           |                                   |
| Estados Unidos                    | Atomic                            | Massimo Franceschi                | Jugador                           |                                   |
| Estados Unidos                    | Satthew                           | Matthew Ackermamm                 | Entrenador                        |                                   |
| Estados Unidos                    | Jahzo                             | Jacob Alexander Suda              | Mánager                           |                                   |

## PlayerUnknown's Battlegrounds
El primer equipo competitivo de G2 en PUBG se anunció el 18 de octubre de 2017. El 16 de enero de 2019 el club fichó al entonces equipo de PENTA y obtuvo la plaza lograda por este en la PUBG Europe League. El 10 de enero de 2020 los diferentes miembros del equipo anunciaron que dejaban de formar parte de G2 y que estaban abiertos a ofertas. G2 no realizó ninguna incorporación después de la partida de sus jugadores, y finalmente, el 1 de febrero de 2020, se confirmó que el club cedía su plaza en el clasificatorio europeo para el PGS Berlín.
| Última plantilla de PlayerUnknown's Battlegrounds | Última plantilla de PlayerUnknown's Battlegrounds | Última plantilla de PlayerUnknown's Battlegrounds | Última plantilla de PlayerUnknown's Battlegrounds | Última plantilla de PlayerUnknown's Battlegrounds |
| Nacionalidad                                      | Alias                                             | Nombre                                            | Rol                                               |                                                   |
| ------------------------------------------------- | ------------------------------------------------- | ------------------------------------------------- | ------------------------------------------------- | ------------------------------------------------- |
| Alemania                                          | Braexco                                           | René Rehling                                      | Jugador                                           |                                                   |
| Alemania                                          | Itzz_ChrizZ                                       | Christian Blank                                   | Jugador                                           |                                                   |
| Alemania                                          | derYannis                                         | Yannis Hodapp                                     | Jugador                                           |                                                   |
| Alemania                                          | nELLOZ                                            | Niklas Weber                                      | Jugador                                           |                                                   |
| Alemania                                          | Caint                                             | Alexander Syukrin                                 | Jugador suplente                                  |                                                   |

## Valorant
| Plantilla actual de Valorant | Plantilla actual de Valorant | Plantilla actual de Valorant  | Plantilla actual de Valorant |
| Nacionalidad                 | Alias                        | Nombre                        | Rol                          |
| ---------------------------- | ---------------------------- | ----------------------------- | ---------------------------- |
| Estados Unidos               | Trent                        | Trent Cairns                  | Apoyo/Iniciador              |
| Estados Unidos               | valyn                        | Jacob Batio                   | Controlador                  |
| Estados Unidos               | jawgemo                      | Alexander Tepchhatraridhi Mor | Duelista                     |
| Estados Unidos               | leaf                         | Nathan Orf                    | Flex                         |
| Canadá                       | JonahP                       | Jonah Pulice                  | Centinela                    |
| Estados Unidos               | JoshRT                       | Josh Lee                      | Entrenador                   |

## Valorant Gozen
| Plantilla actual femenina de Valorant | Plantilla actual femenina de Valorant | Plantilla actual femenina de Valorant | Plantilla actual femenina de Valorant |
| Nacionalidad                          | Alias                                 | Nombre                                | Rol                                   |
| ------------------------------------- | ------------------------------------- | ------------------------------------- | ------------------------------------- |
| Suecia                                | juliano                               | Julia Kiran                           | Duelista                              |
| Suecia                                | zAAz                                  | Zainab Turkie                         | Iniciadora/Controladora               |
| Dinamarca                             | mimi                                  | Michaela Lintrup                      | Centinela                             |
| Países Bajos                          | Petra                                 | Petra Stoker                          | Iniciadora                            |
| Dinamarca                             | Cille                                 | Cecille Kallio                        | Controladora/Flex                     |
| Serbia                                | aNNja                                 | Anja Vasalic                          | Duelista (inactiva)                   |
| Lituania                              | Carcass                               | Robertas Mikuckis                     | Entrenador                            |
| Francia                               | Tibalt                                | Thibault Pulcini                      | Mánager                               |